# Anhinga Trail

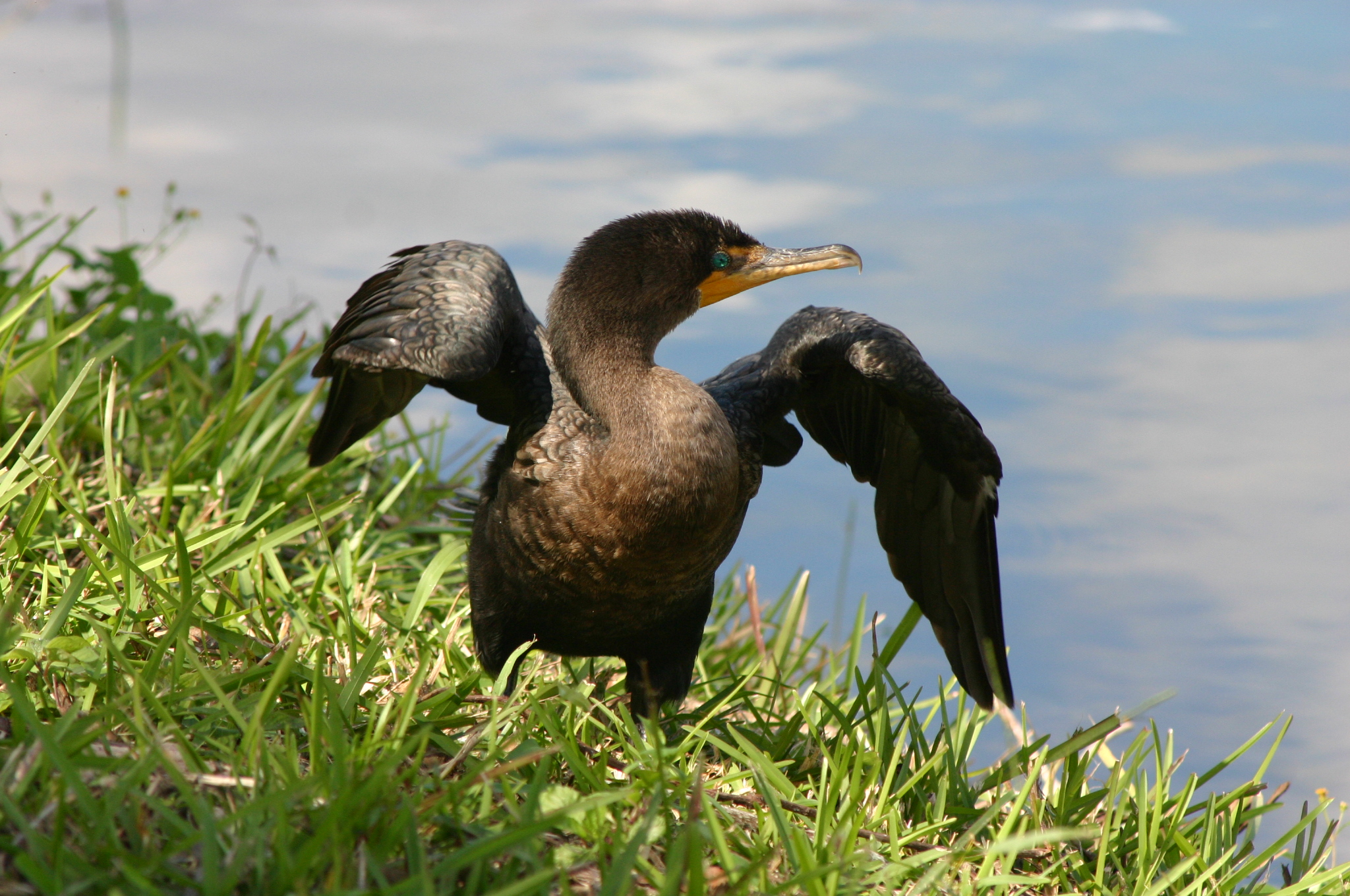
Cormoran à aigrettes (Phalacrocorax auritus) à proximité de l'Anhinga Trail.

L'Anhinga Trail est un sentier d'interprétation du parc national des Everglades, un parc national américain qui protège une partie des Everglades, dans le sud de la Floride. Cette boucle de 1 200 mètres démarre et débouche sur le site de Royal Palm, d'où part et où arrive également le Gumbo Limbo Trail. Le sentier est inscrit au Registre national des lieux historiques depuis le 5 novembre 1996.